# メトロマニラ 世界で最も危険な街
『メトロマニラ 世界で最も危険な街』（Metro Manila）は、ショーン・エリス監督・脚本・製作による2013年のイギリス・フィリピンのドラマ映画である。第86回アカデミー賞の外国語映画賞にはイギリス代表作として出品されたが、ノミネートには至らなかった。

## キャスト
- オスカー・ラミレス - ジェイク・マカパガル
- マイ・ラミレス - ジョン・アルシラ
- オング - アルセア・ヴェガ（英語版）

## 公開
国際プレミアは2013年1月20日にサンダンス映画祭で行われた。

## 受賞とノミネート
| 映画祭・賞                   | 部門         | 候補                                | 結果       |
| ---------------------------- | ------------ | ----------------------------------- | ---------- |
| 英国アカデミー賞             | 非英語作品賞 | 『メトロマニラ 世界で最も危険な街』 | ノミネート |
| 英国インディペンデント映画賞 | 作品賞       | 『メトロマニラ 世界で最も危険な街』 | 受賞       |
| 英国インディペンデント映画賞 | 監督賞       | ショーン・エリス                    | 受賞       |
| 英国インディペンデント映画賞 | 助演男優賞   | ジョン・アルシラ                    | ノミネート |
| 英国インディペンデント映画賞 | 有望新人賞   | ジェイク・マカパガル                | ノミネート |
| 英国インディペンデント映画賞 | 芸術業績賞   | 『メトロマニラ 世界で最も危険な街』 | 受賞       |
| サテライト賞                 | 外国語映画賞 | 『メトロマニラ 世界で最も危険な街』 | ノミネート |